# توماس باکلشنر
توماس باکلشنر (انگلیسی: Thomas Bachlechner؛ زادهٔ ۱۳ اکتبر ۱۹۸۰) بازیکن فوتبال اهل ایتالیا است.